# Bradley E. Schaefer
Bradley E. Schaefer est un professeur d'astronomie et d'astrophysique de l'université d'État de Louisiane. Il a obtenu son doctorat au MIT en 1983.
Ses recherches portent sur la photométrie d'explosion d'objets dont les résultats peuvent avoir un intérêt en cosmologie. Il s'intéresse aussi à l'étude de la planète naine Pluton.
En 2005, lors d'un meeting au sein de l'Union américaine d'astronomie tenu à San Diego, Bradley E. Schaefer rapporte la découverte d'un lien possible entre la sculpture appelée Atlas Farnèse conservée au musée archéologique national de Naples et le catalogue d'étoiles perdu attribué à Hipparque de Nicée.
En plus de ses réalisations académiques, on se souvient de lui au MIT comme le fondateur de la chasse mystère du MIT, en 1980, durant ses études. Cette tradition existe encore aujourd'hui.

## Critique
En examinant les positions des constellations sur le globe Farnèse, Bradley E. Schaefer a déterminé que celles-ci correspondent aux positions qu'elles occupaient à l'époque d'Hipparque de Nicée. Cette conclusion a été fortement contestée par Dennis Duke de l'université d'État de Louisiane.